# Drenov Grič
Drenov Grič je naselje na Ljubljanskem barju v Občini Vrhnika; leži 15 kilometrov od Ljubljane, med Sinjo Gorico in Logom pri Brezovici, ob cesti od Ljubljane proti Vrhniki. Ima najnižjo nadmorsko višino v občini (291 m).
V vasi se nahaja tudi Kuclerjev kamnolom, ki je zaradi kamnin in fosilov znano paleontološko najdišče. Med skalami kamnoloma je tudi vhod v jamo. Jama pri Kuclerjevem kamnolomu je jama dostopna le jamarjem z posebno opremo.
Drenov grič se v zadnjem času omenja tudi veliko glede nepremičnin saj je tukaj zgrajenih okoli 20 vrstnih hiš, montažnje gradnje in veliko zunanjih prostorov za igro otrok. Naselje se imenuje Drenovo.
Vas se je v 20. stoletju razširila in zlasti v zadnjem času pridobila lastnosti spalnega naselja. Večina prebivalstva tako dnevno potuje na svoja delovna mesta bodisi na Vrhniki bodisi v Ljubljani, kljub temu pa kraj premore več obrtnih dejavnosti ter kmetovanje, ki je usmerjeno v pridelavo mesa in mleka, pa tudi konjerejo v turistične namene. Kraj ima trgovino, štirirazredno osnovno šolo, gasilski dom in rekreativne površine.
Državni popis iz leta 2002 je v kraju zabeležil 761 prebivalcev, izmed katerih so nekoliko večji delež predstavljale ženske.

## Zgodovina
V preteklosti se je večina prebivalcev ukvarjala s kmetijstvom. Večji del njiv so imeli kot tudi še danes na barjanskih tleh. Na teh tleh uspevajo predvsem krompir, koruza, pesa in slabša trava. Ob glavni cesti v začetku leta 1800 ni bilo skoraj nobene hiše. Pri današnjem odcepu za Horjul je bila le gostilna s hlevom, ki je bila zaradi lege ob poti od Ljubljane do Trsta zelo obiskana. Leta 1909 so zgradili prvo osnovno šolo, ki je delovala ves čas, razen med drugo svetovno vojno, ko je pouk potekal v lokalnem gasilskem domu. V zaselku Boben so med iskanjem premoga naleteli na topli vrelec, a zaradi pomankanja interesa med okoliškim prebivalstvom vrtine niso nikoli izkoristili.